# Parierelement

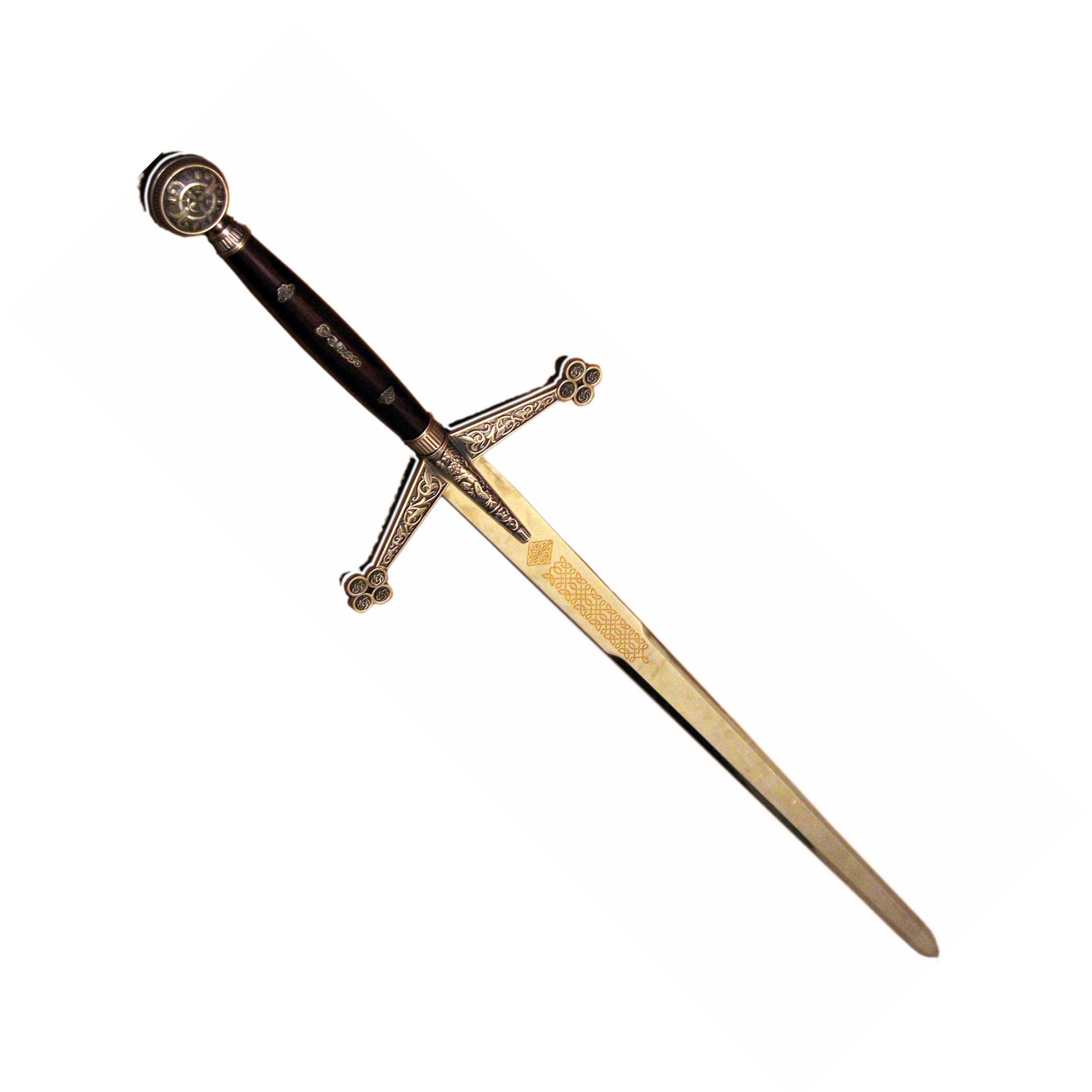
Ein Claymore mit nach vorn schräg angebrachten Parierstangen, zwischen Fehlschärfe und Heft.

Parierelement  ist eine Sammelbezeichnung für Abwehrvorrichtungen an Blankwaffen.

## Beschreibung
Parierelemente (auch Parierstück oder Parier) befinden sich an Hieb- und Stichwaffen, vornehmlich am Gefäß (Griff) eines Schwertes oder auch an Messern. Zweck der Parierelemente ist der Schutz der eigenen Hand vor der gegnerischen Klinge, welche bei Aufeinandertreffen der Klingen herabrutschen und die Hand treffen kann. Ein Parierelement am Gefäß verhindert auch, dass die Hand vom Griff nach vorne rutscht und an der eigenen Klinge verletzt wird. Die Parierelemente können ein- oder beidseitig angebracht sein.
Es sind folgende Grundformen von Parierlementen bekannt:
- Parierstange: ein Querstück zwischen Griff und Klinge
- Parierring: ein in Ebene der Parierstange angebrachtes ovales oder ringförmiges Element
- Parierbügel: ein Bügel, der von Parierstange bogenförmig entlang der Fehlschärfe nach unten verläuft
- Parierhaken: dornartige, vor der Fehlschärfe an der Klinge angebrachte Elemente
- Stichblatt: eine zwischen Griff und Klinge angebrachte kreisförmige oder ovale Scheibe
- Korb: mehrere Schutzbügel, die zu einem korbartigen Geflecht kombiniert sind
- Glocke: eine Schale, welche die Griffhand von allen Seiten umschließt

Die Parierstange kann auch mit anderen Arten von Parierelementen kombiniert werden, da sie zusätzlich zum Handschutz die gegnerische Klinge einklemmen kann. Parierstange wie auch das Stichblatt können verschieden gebogen sein. „Aufgebogen“ oder „aufwärts gebogen“ bezeichnet die Biegung weg von der Schwertspitze. Die Biegung in die Gegenrichtung, also auf die Schwertspitze zu, wird als „abgebogen“ bezeichnet.

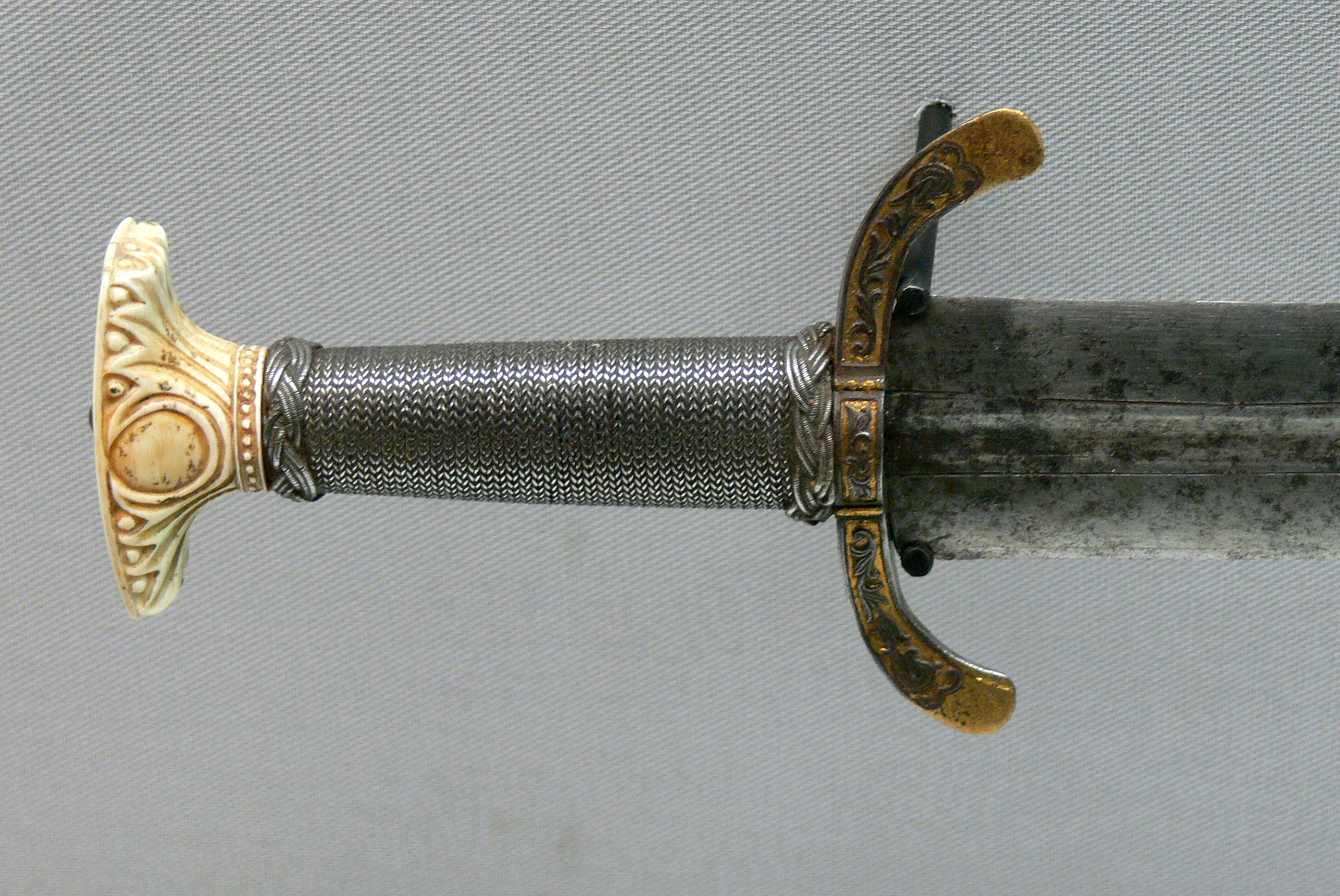
Kurzschwert (um 1600) mit abgebogener Parierstange
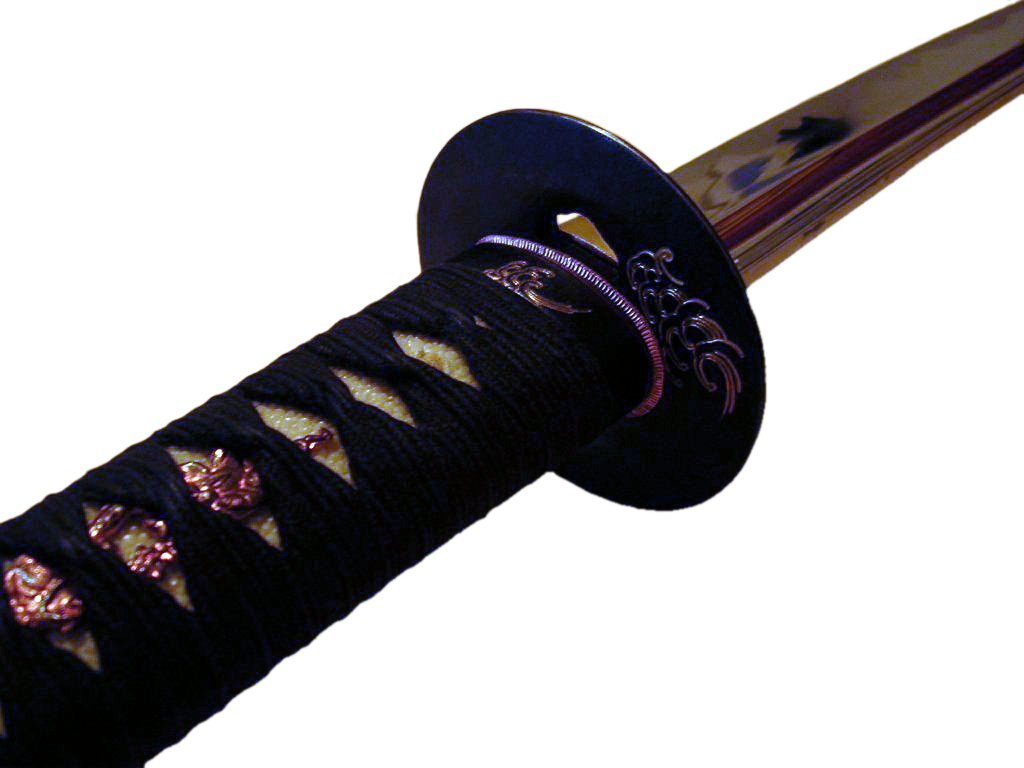
Stichblatt (Tsuba) eines japanischen Katana
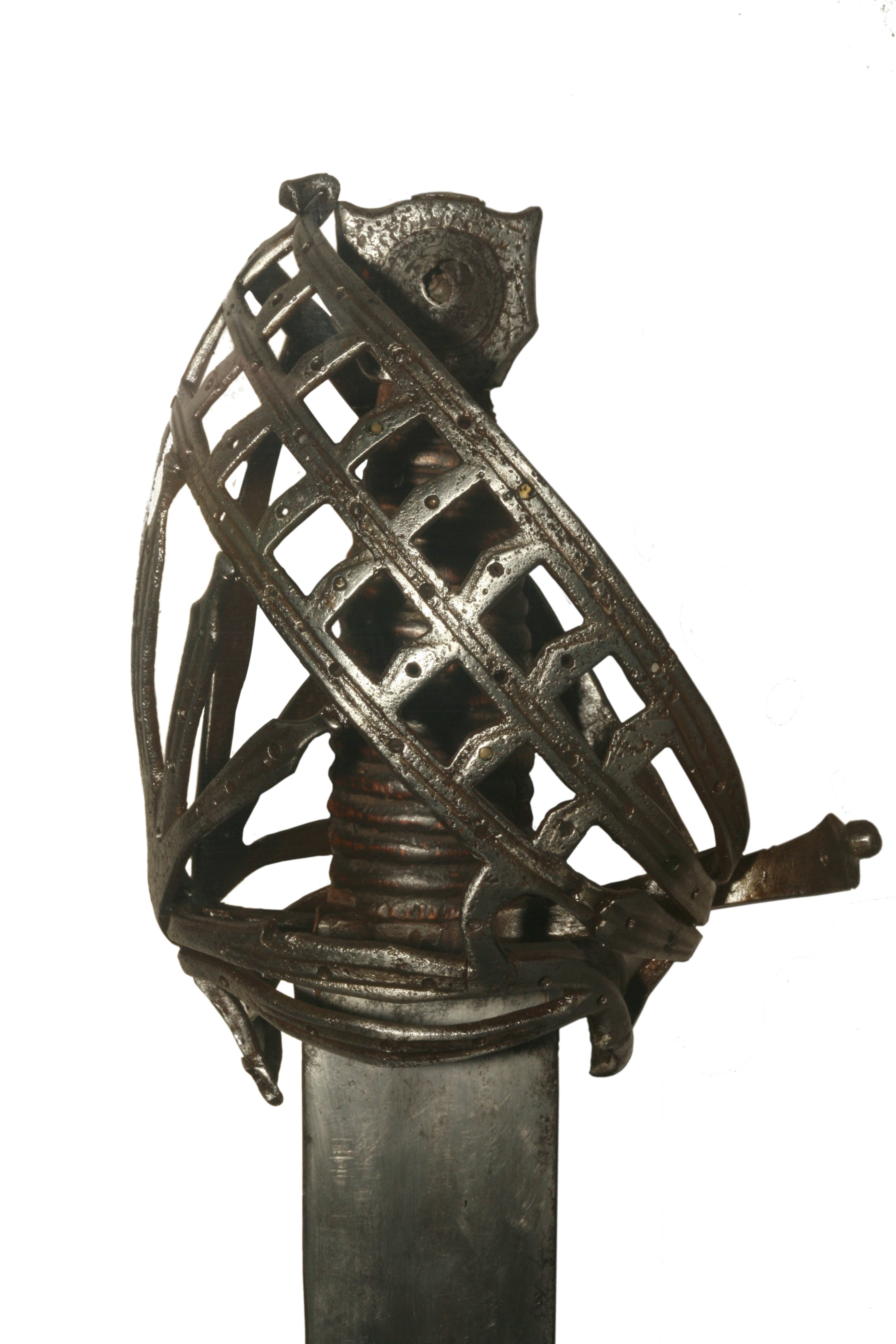
Korb eines italienischen Schiavona
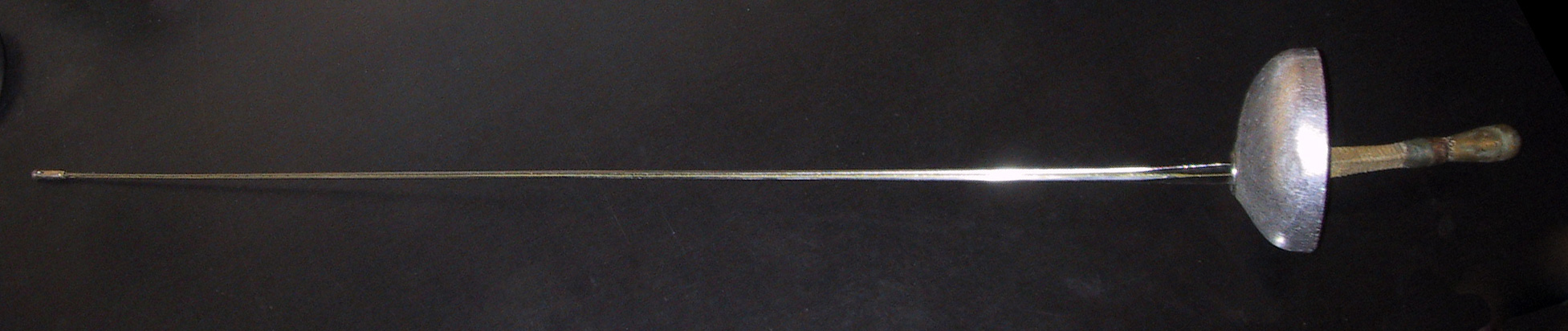
Glocke eines modernen Degens
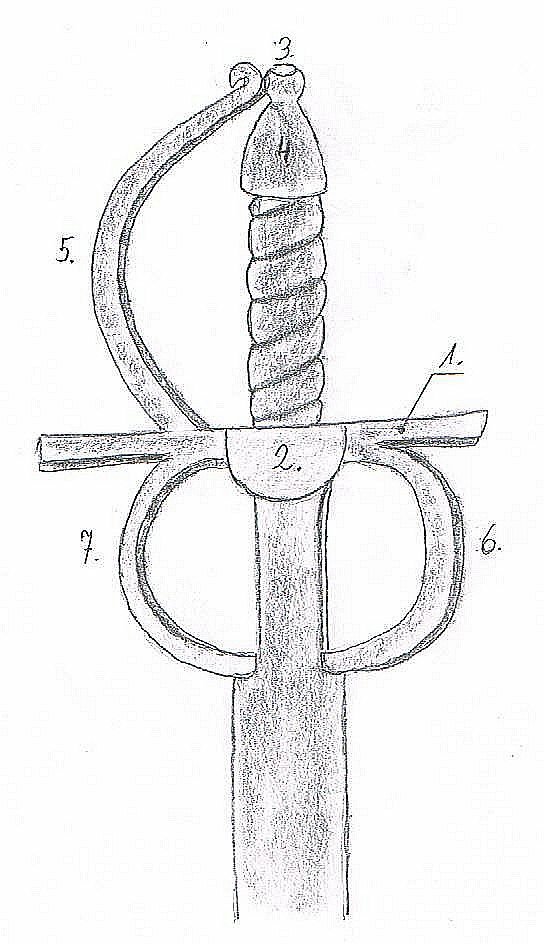
Gefäß mit gerader Parierstange und Parierbügel